# Roman populaire
 (mars 2020).
Le roman populaire, — ou littérature populaire ou encore paralittérature — désigne des productions littéraires qui rencontrent un vaste lectorat, lequel s'est développé au cours du XIXe siècle grâce principalement à la diminution des coûts de fabrication de l'imprimé, à la naissance des premiers groupes de presse, et à l'alphabétisation. Ce genre est originellement concomitant de la révolution industrielle et d'une sociologie de la lecture, laquelle pratique n'a pu se démocratiser qu'avec l'apparition du temps pour les loisirs dans un contexte d'urbanisation progressive.
Ces termes recouvrent des œuvres d'une grande variété : romans policiers, d'aventures, historiques, régionaux, d'amour, etc. Le point commun est de présenter une histoire selon une chronologie simple, avec des personnages bien identifiés, des archétypes, et où l'intrigue primera sur les considérations de style. La morale est parfois empreinte de bons sentiments, de « bon sens populaire », voire de manichéisme ; d'autres fois, elle est comme retournée, à grands coups d'effets naturalistes, positionnant les lecteurs face aux notions de juste et d'injuste.
Les œuvres d'Eugène Sue, Alexandre Dumas ou de Georges Simenon, entre autres, sont classées parmi les plus grandes réussites du roman populaire, au regard de leur postérité.
Genre non uniquement français, on retrouve chez les Anglo-Saxons cette notion dans le penny dreadful britannique, et dans le dime novel américain, expressions équivalentes à celle de « roman à deux [ou quatre] sous ».
Longtemps méprisé par l'université, mais objet de collection, le roman populaire constitue une subculture, un aspect de la culture populaire et de l'histoire du livre, son étude fut initiée par des pionniers comme Richard Hoggart fondateur du Centre for Contemporary Cultural Studies (en) (1964), Michel Ragon (Histoire de la littérature prolétarienne en France, 1974), ou encore Roger Chartier, Marc Angenot, Dominique Kalifa, et Rosalind Krauss. Il rencontre de nos jours un nombre important de chercheurs et d'amateurs, tandis que la production connait une croissance soutenue.

## Origines et mythe
Le roman populaire suit la tradition des littératures orales à qui il a emprunté les thèmes et les techniques de récit. Sur le plan des imaginaires symboliques, la première romancière (ou « conteuse » ) populaire est sans doute Shéhérazade qui, dans Les Mille et Une Nuits, pour susciter l'intérêt de Shahryar, est tenue de reprendre quotidiennement le fil de son récit, constitué d'une suite d'aventures qui s'enchaînent. 
Sur un plan plus historiographique et surtout historique, il convient de rappeler l'existence au Moyen Âge de trouvères, femmes et hommes, en un réseau très actif, qui parcouraient les territoires.
Sur le plan éditorial, après l'apparition de machines à imprimer et donc à multiplier les supports de lecture, la Bibliothèque bleue est une collection de petites brochures disparates et souvent illustrées de gravures sur bois dont la diffusion fut assurée, dans la France rurale, depuis le début du XVIIe siècle jusqu'au milieu du XIXe siècle, par des colporteurs — d'autres collections similaires fleurissent au même moment partout en Europe. L'un des premiers inventeurs de la « formule » du roman populaire français semble être l'écrivain François Guillaume Ducray-Duminil avec par exemple Les Veillées de ma grand-mère (1799) ou Tableau d'une bonne famille (1804), cependant qu'ils restent chers à l'achat.
Diverses occurrences de l'expression « roman populaire » apparaissent avant 1836, date de naissance du roman-feuilleton. En septembre 1839, dans la Revue des deux Mondes, Sainte-Beuve fustige ce qu'il appelle alors la « littérature industrielle ». L'expression de « romancier populaire » serait apparue pour la première fois en 1843 dans la presse socialiste pour faire l'éloge d’Eugène Sue, auteur des Mystères de Paris (1842-1843). Le terme désigne l’auteur d'une littérature destinée au peuple — aux masses, diront bien vite ses détracteurs. D’autres auteurs, qui s'ignoraient « populaires », ont précédé Sue, tels Paul de Kock, Auguste Ricard ou Marie Aycard.
Issue de la monarchie de Juillet, cette forme littéraire, appelée aussi feuilleton-roman puis roman-feuilleton se développe sous le Second Empire et, surtout, la Troisième République. Durant les années 1835-1845, le prix du roman en un volume, lui, baisse, passant de 3 à 1 franc, grâce entre autres à Gervais Charpentier et Michel Lévy frères.
L'expression roman populaire n'est régulièrement utilisée qu'à partir de la Deuxième République, avec la création en 1848 de la collection « Romans illustrés » par Gustave Havard et, en 1849, de la collection des « Romans populaires illustrés » de l'éditeur Gustave-Émile Barba et son père. Cependant, dès 1841-1845, des romans vendus 20 centimes pièce commencent à apparaître : on les appelle les « romans à quatre sous », publiés par Joseph Bry ou Hippolyte Boisgard.
Avec les Mystères de Paris, Sue a créé des archétypes qui seront abondamment réutilisés : l'innocence persécutée, le redresseur de torts. Ce héros rédempteur poursuit sa carrière dans le roman historique - avec Alexandre Dumas, Paul Féval et le vicomte Alexis de Ponson du Terrail, auteurs de quelques-unes des plus belles pages du roman de cape et d'épée. En parallèle, le roman d’aventure croît rapidement durant le Second Empire avec des auteurs tels Gustave Aimard ou Gabriel Ferry, puis Louis Noir, le frère de Victor Noir.
L'objet se démocratise définitivement dans les années 1860-1880 avec une diminution forte des coûts de production de la presse, donc du prix du vente à l'unité. Le roman populaire est partout. Certains journaux publient jusqu'à trois feuilletons quotidiens. C'est l'époque où triomphent les romans de l'erreur judiciaire, drames de familles écartelées par un destin impitoyable. L'émotion fait recette. Il faut faire « pleurer Margot » ou être « aimé de son concierge » (expression reprise du titre d’un roman d'Eugène Chavette). Le « roman pour Margot » est aussi, un temps, appelé « roman de la portière ». À cette époque apparaissent aussi le roman policier, le roman de genre fantastique et scientifique, précurseur de la science-fiction, et bientôt, d'espionnage.
Les fictions échevelées des premiers romans populaires laissent progressivement la place à un réalisme social moins épique, plus proche du mélodrame.

### 1880-1900: le premier âge d'or

#### L'apogée des romans de la victime
C’est l'avènement d'auteurs comme Xavier de Montépin, dont la Porteuse de pain connaît de nombreuses rééditions, ou Jules Mary qui produit Deux Innocents, Roger-la-Honte, La Pocharde, récits dans lesquels enfants perdus, orphelins, filles-mères, alcooliques, forçats innocents abondent. À ses débuts dans un obscur journal, Mary gagne huit francs par mois. Mais il progresse vite : ses premiers romans livrés au Moniteur universel lui rapportent cent fois plus. Au Petit Journal, on lui verse ensuite 30 000 francs-or annuels. Il s'achète un hôtel particulier, boulevard Malesherbes. Il est fait officier de la Légion d'honneur en 1913. Enfin, on le paye trois francs la ligne, lui qui utilise une « écurie » de prêtes-plume payés royalement trente centimes la ligne.
Le succès ? C'est aussi le cas pour Émile Richebourg qui, avec Les Deux Berceaux et La Petite Mionne, met en scène son thème favori, le rapt ou l'échange d'enfants, combiné avec l'adultère ; au sommet de sa carrière, il aurait gagné jusqu'à 1,5 million de francs-or.
On compte aussi Georges Ohnet, auteur notamment du Maître de forges, ou Pierre Decourcelle, avec Les Deux Gosses, au succès aussi impressionnant qu'éphémère. Sous leur impulsion, l'on assiste à une floraison de romans victimaires qui mettent en scène des héros entraînés dans un engrenage fatal de circonstances impitoyables. Boucs émissaires idéaux, ils purgent une peine longue et douloureuse pour des crimes qu'ils n'ont pas commis en attendant leur réhabilitation, trame qui doit beaucoup au Comte de Monte-Cristo (A. Dumas, 1844). Ces romans de la victime, pour larmoyants qu'ils soient, traduisent aussi une réalité sociale douloureuse. S'ils se posent parfois en moralisateurs, les romanciers permettent aussi la prise de conscience de problèmes sociaux réels : la réhabilitation progressive de la fille-mère doit beaucoup à Jules Mary ou Émile Richebourg.

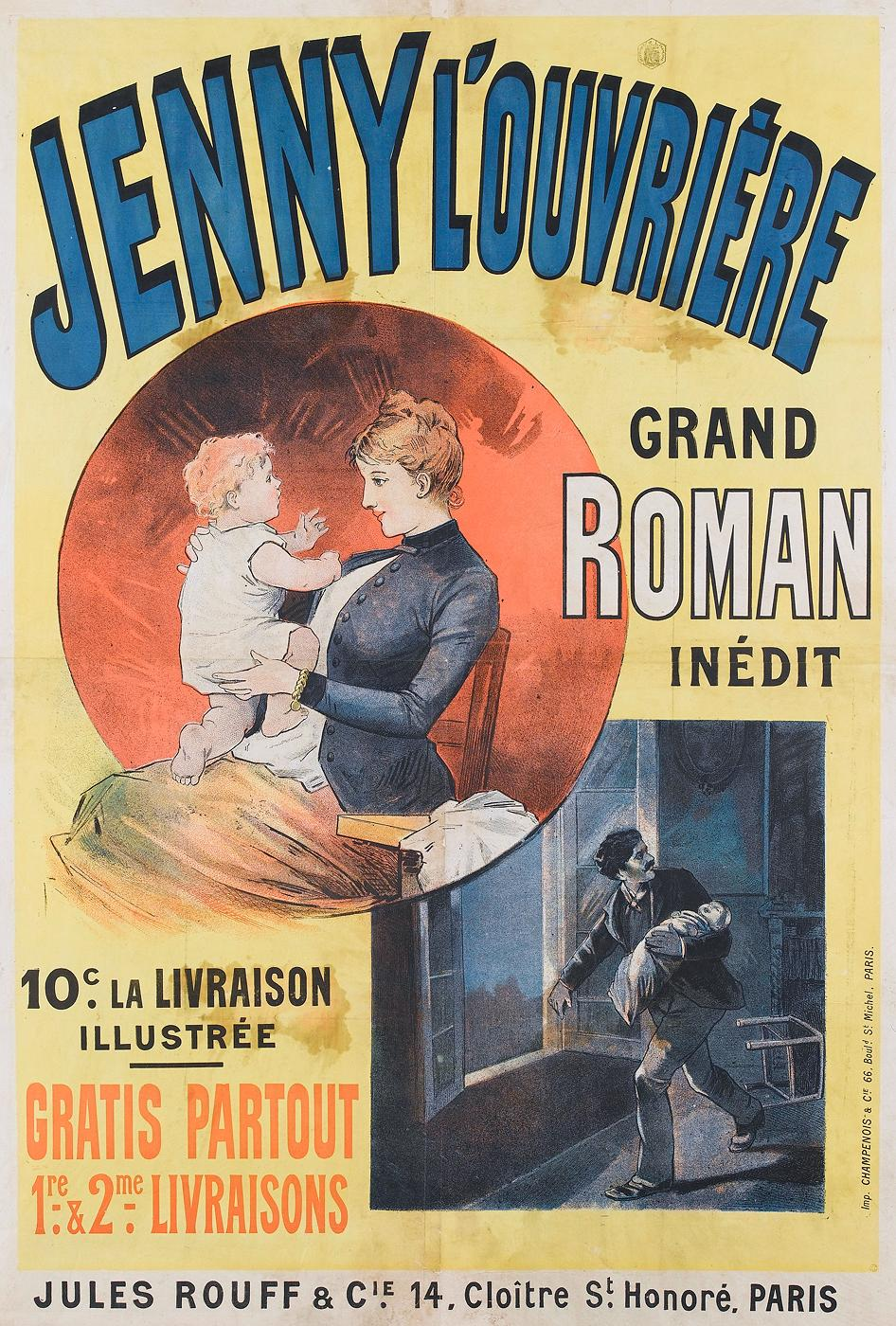
Jenny l’ouvrière, affiche publicitaire de 1890-1891, pour le roman de Jules Cardoze.

Le prix de vente demeure avant 1914 un argument déterminant. Le lancement de nouvelles collections ou séries fait l'objet d'offres promotionnelles sur le ou les premiers volumes (15 ou 35 centimes au lieu des 65 habituels par exemple). Livrés à un rythme hebdomadaire, les fascicules illustrés bénéficient, pour chaque premier numéro, d'un tirage exceptionnel (500 000 exemplaires) et parfois d'une distribution gratuite. Tous les éditeurs insistent sur la pagination de leurs publications. Ainsi, Tallandier : « le volume de 448 pages, paraissant le 25 de chaque mois, 3 fr. 50 ») et le nombre de lignes (« chaque volume contenant un ouvrage complet - 30 000 lignes de lecture ». Son concurrent direct, Fayard, vante ainsi le lancement de Chaste et flétrie dans sa collection « Le Livre populaire » lancée en 1905 : « L'œuvre magistrale de Charles Mérouvel, le grand romancier populaire, comprend près de 800 pages de texte compact 33 700 lignes correspondant à 50 000 lignes de journal 1 518 000 lettres. Elle a été donnée sans qu'il en manque un mot, et pour 65 centimes, dans le premier volume de notre série Le Livre populaire. Jamais pareil effort n'a été fait en librairie, tant au point de vue du bon marché qu'à celui de l'importance de l'œuvre donnée. »

#### Apparition d'éditeurs populaires
Au tournant du siècle, l'engouement est à son apogée. Apparaissent des éditeurs spécialisés : Jules Rouff, l'un des plus prolifiques, Arthème Fayard, qui lance en 1905 Le Livre populaire, Jules Tallandier (Le Livre national rouge en 1909), Joseph Ferenczi dont la série « Le Petit Livre » à 40 centimes pièce, créée en 1912, ne s'arrêta qu'en 1964 après plus de 2 000 numéros. La Maison de la bonne presse inaugure la « Collection des romans populaires » à 20 centimes en 1912 avec comme auteurs Pierre l'Ermite, René d'Anjou et Delly. L'époque voit s'affirmer l'autonomie des genres (dûment identifiés par les éditeurs) et triompher le roman sentimental. L'alphabétisation féminine a, peu à peu, rattrapé l'alphabétisation masculine. Les éditeurs s'adressent à un public qui s'élargit et dont les femmes sont progressivement les principales cibles. Le roman Jenny, l'ouvrière (1890) de Jules Cardoze propose un récit de l'intérieur : les aventures de Jenny, ouvrière comme ses lectrices, au travers d'un quotidien et d'une vie magnifiés.

#### Presse et roman populaire
Les éditeurs de journaux ont très largement profité de l'avènement du roman populaire. Depuis la fin des années 1830 et jusqu'en 1920, l'édition originale d'un livre de librarie est presque toujours précédée, accompagnée ou suivie d'une publication en épisodes dans la presse nationale ou régionale. Pour la presse, la période 1860-1920, qui voit triompher des machines de plus en plus rapides comme celles de Marinoni, représente un âge d'or, désormais révolu : désormais, les messageries de presse fondées par des pionniers comme Louis Hachette, proposent aux lecteurs, en kiosque, des fascicules, des cahiers bon marché, agrafés et non reliés, aux couvertures illustrées, qui sont comme autant de produits dérivés. Ainsi, en 1914, quatre journaux nationaux tirent à plus d'un million d'exemplaires, se disputent ce marché : Le Matin, Le Petit Parisien (1 450 000 exemplaires), Le Petit Journal (symbole et précurseur de la presse populaire à grand tirage apparu en 1863), et Le Journal. Ces titres accompagnent leurs lancements à grands coups de campagne d'affichage.
Ces journaux accordent une grande place aux faits divers, thème prisé des romanciers populaires – qui ont souvent suivi des affaires criminelles comme journalistes, à l’image de Gaston Leroux, avocat de formation, qui fit toute sa carrière au Matin, d'abord comme journaliste puis grand reporter (1894 à 1908) et enfin feuilletoniste jusqu'en 1927. Gustave Le Rouge, chef de service au Petit Parisien, en fut congédié pour avoir inventé un fait divers. Jules Mary écrit Le Boucher de Meudon d'après les Mémoires de Pranzini, le boucher assassin.
L’union de la presse et du roman populaire est avant-tout un succès économique. En 1865 Le Petit Journal élève son tirage à 282 060 exemplaires au moment de l'insertion de La Résurrection de Rocambole. En 1867, le Dernier Mot de Rocambole force le tirage de La Petite Presse dès le premier jour qui passe à 100 000 exemplaires. Émile Richebourg accepte la publication des Deux Berceaux dans La Petite République, ce qui sauva de la ruine Gambetta, dont le journal mourait, faute de lecteurs.
Pierre Decourcelle, écrivain millionnaire, est à cette époque un véritable industriel du best-seller qui accumule les succès, pour lesquels il mobilise un nombre important de prêtes-plumes, à l'instar de Dumas en son temps, mais jusqu'à soixante personnes. Non content d'être publié en feuilleton, ce romancier avisé fait éditer ses ouvrages, les adapte à la scène puis au cinéma en créant sa propre société cinématographique en 1908, la Société cinématographique des auteurs et gens de lettres.

### 1914-1940: un déclin relatif
Mais, après 1920, le lecteur français semble saturé et accordé de moins en moins d'importance au feuilleton, bientôt distancé par la radiophonie et la série cinématographique. Par ailleurs, la presse, avec la Grande Guerre, était entrée dans une économie de guerre à coup d'images : le paysage médiatique de l'après-guerre doit s'adapter.
C'est à cette époque que les éditeurs de littérature classique ou de librarie se mettent à produire eux aussi du roman populaire : tandis que Hachette entre dans le capital de nombreuses structures tels Fayard ou Ferenczi via ses messageries, Gallimard se met à produire du roman policier ou de détective. Un gros éditeur populaire de l'époque, Pierre Lafitte, finit par vendre son groupe, très rentable, à Hachette. Les conséquences de la crise de 1929 ne font qu'amplifier ce phénomène.

### De 1945 à nos jours: mélange des genres
Après guerre, alors qu'une crise frappe les fournisseurs de papier en pleine rupture de stock, le roman populaire renaît de ses cendres sous d’autres formes, avec des romans de genres (science-fiction, aventure, policier, espionnage, sentimental…) au format de poche qui continuent d’assurer son succès. La spécificité de la littérature populaire tend à s’estomper. De nouveaux genres fluctuent entre le statut de littérature populaire et la reconnaissance d’un public plus lettré. Le roman policier ou de science-fiction témoignent ainsi d’une grande vitalité, conquérant un public bien plus diversifié que celui que ciblaient les éditeurs comme Rouff ou Tallandier. La collection Série noire conquiert rapidement ses lettres de noblesse. La série des San Antonio échappe à toute classification tandis que les romans d’Albert Simonin (Touchez pas au grisbi !, 1953, Le cave se rebiffe, 1954, Grisbi or not grisbi, 1955) tiennent autant de l’exercice de style argotique que de l’intrigue policière.
Le roman de guerre ou d’espionnage s’illustre principalement avec l’immense succès de la série de Gérard de Villiers, SAS, à l’idéologie empreinte de racisme et de misogynie.
L’éditeur canadien Harlequin s'impose comme un leader mondial, proposant en France comme ailleurs, des traductions de textes à succès d'origine américaine.
La bande dessinée sort progressivement du rayon jeunesse où elle fut longtemps cantonnée, notamment à partir des années 1970, pour conquérir un plus large public, avec des formes (récits, mise en page, thèmes) constamment renouvelées.
La littérature pour la jeunesse se développe fortement. Aux rééditions d'auteurs du XIXe siècle (Paul d'Ivoi, Jules Verne…) s'ajoutent de nouveaux textes à succès : le Club des Cinq d'Enid Blyton ou encore Fantômette (hommage féminin à Fantômas), de Georges Chaulet.

### Postérité
Alors que Balzac ou Stendhal sont aujourd'hui des auteurs mondialement connus, une grande partie des auteurs à succès du XIXe siècle est pour ainsi dire oubliée. Les œuvres de Richebourg ou d'Ohnet, si célèbres en leur temps, ne sont guère lues que par des chercheurs universitaires. À l'exception de quelques auteurs, les rééditions se font rares. Cependant, certains romans populaires continuent de faire l'objet de nombreuses adaptations, au cinéma et à la télévision, où ils peuvent se prévaloir de succès renouvelés.

#### Le roman populaire à l'écran
Si on se limite au champ de la littérature francophone, on note qu'Arsène Lupin est adapté plusieurs fois au cinéma (par Jacques Becker notamment) avant de devenir une série télévisée au Québec (Arsène Lupin, 1960), puis d'être incarné par Georges Descrières dans une nouvelle série télévisée (1971-1974). Même constat pour la série Chéri-Bibi (1974) d'après Gaston Leroux et les multiples transpositions des Mystères de Paris d'Eugène Sue. Plusieurs films d'André Hunebelle sont consacrés à Fantômas, incarné par Jean Marais, face au Juve de Louis de Funès. On ne compte plus les adaptations des Trois Mousquetaires, qui perpétuent à l'écran la popularité du roman de cape et d'épée à l'écran, tout comme les films ou feuilletons issus du Bossu de Paul Féval (Lagardère, feuilleton télévisé de Jean-Pierre Decourt, 1967) et, à un degré moindre, Les Pardaillan de Michel Zévaco.

#### Édition
Dès les années 1910, des auteurs comme Paul Féval, Maurice Leblanc, Gaston Leroux, Alexandre Dumas, Jules Mary, etc., ont été réédités au format du livre de poche vendu entre 20 et 30 centimes pièce. 
Alexandre Dumas est le premier romancier populaire à avoir connu la consécration d'une édition critique dans la Bibliothèque de la Pléiade (1962). Georges Simenon l'y a rejoint en 2003. Avec la collection Bouquins, Francis Lacassin a peu à peu réédité de nombreux romans populaires, assortis de notices très détaillées. Le succès d'un film ou d'un feuilleton est souvent l'occasion d'une réédition.

## Les grandes dates du roman populaire
- 1843 : Les Mystères de Paris sont un phénomène de société ; on s'arrache le journal des débats, qui publie le feuilleton en exclusivité, des émeutes éclatent aux portes des cabinets de lecture qui louent le journal aux bourses modestes. À la Chambre des députés, des débats indignés dénoncent la décadence et le caractère amoral de l'œuvre d'Eugène Sue tandis que celui-ci reçoit des milliers de lettres qui témoignent d'une certaine confusion entre fiction et réalité. Certains lecteurs vont jusqu'à envoyer de l'argent pour Fleur de Marie, d'autres demandent aide ou protection à Rodolphe, tout puissant bienfaiteur des pauvres. Eugène Sue se retrouve rapidement à la tête d'une colossale fortune. Le Constitutionnel lui achète le droit de publier Le Juif errant pour la bagatelle de 100 000 francs.
- 1857 : Paul Féval publie Le Bossu dans Le Siècle.
- 1883 : publication de L'Île au trésor de Robert Louis Stevenson.
- 1884 : publication de La Porteuse de pain de Xavier de Montépin.
- 1890 : lancement de la collection « Les maîtres du roman »
- 1895 : publication chez Rouff du roman-fleuve d'Adolphe d'Ennery (1811-1899) et Eugène Cormon (1811-1903) : Les Deux Orphelines, dont D. W. Griffith signe la première adaptation à l'écran, en 1921, avec Lillian Gish.
- 1896 : Publication de L'Invasion noire du commandant Émile Driant alias le Capitaine Danrit, ce roman de 1200 pages est un gros succès, il sera très vite suivi en 1905 par L'Invasion jaune qui connaît le même succès.
- 1911 : première apparition de Fantômas. Succès immédiat. Le premier volume sorti le 15 février 1911, est tiré à des centaines de milliers d'exemplaires. 31 autres volumes… mensuels suivront.

## Genres
- Le roman d'aventures se subdivise en plusieurs sous-genres : romans historiques (Alexandre Dumas, Paul Féval, Michel Zévaco…), romans d'anticipation, westerns … Nombre de romans d'aventures mettent en scène des périples autour du monde, suivant la voie tracée par Jules Verne, tels Paul d'Ivoi ou Jean de La Hire…. Comme le roman d'aventures s'illustre dans la conquête d'espaces vierges, il relaie parfois les politiques de colonisation européennes, à l'image de Louis-Henri Boussenard ou du Capitaine Danrit. Plusieurs auteurs comme Gabriel Ferry ou Gustave Aimard empruntent la voie tracée par James Fenimore Cooper pour écrire des romans d'aventures de type western, situés essentiellement aux États-Unis.
- Le roman policier est issu à la fois du roman d'aventures et du roman de mœurs. Il se construit d'abord autour de la réhabilitation de victimes d'erreurs judiciaires puis, progressivement, autour de la résolution d'énigmes policières. S'y illustrent d'abord Émile Gaboriau, puis d'autres, moins connus aujourd'hui que leurs personnages : Maurice Leblanc est éclipsé par le célèbre Arsène Lupin, Gaston Leroux est le père de Joseph Rouletabille et de Chéri-Bibi, tandis que les noms de Pierre Souvestre et Marcel Allain sont parfaitement ignorés au grand bénéfice de Fantômas.
- Anticipation et science-fiction : apparentés au roman terrifiant, des romans étranges, pseudo-scientifiques, annoncent le futur roman de science-fiction illustré, pour la postérité, par Jules Verne. Le genre est parfois nommé roman scientifique. En 1892 paraît Le Secret des Zippélius de Jules Lermina, paru en feuilleton à partir de 1889. En 1891, H. G. Wells avait fait sensation avec La Machine à explorer le temps. Puis, viennent Gustave Le Rouge (Le Prisonnier de la planète Mars), Jean de La Hire (La Roue fulgurante) ou Alfred Assollant. Le roman fantastique est illustré par Maurice Renard, auteur des fascinantes Les Mains d'Orlac.
- De la Revanche à l'espionnage : le roman revanchard, bientôt roman de guerre, acquiert une certaine autonomie sous la forme de roman d'espionnage, tout droit importé d'outre-Manche. L'Homme du gaz de Paul Féval est un de ces ouvrages pionniers qui s'inscrivent dans une perspective historique. Les espions infestent jusqu'au roman sentimental. Avatar de cette veine martiale, le comique troupier a son heure de gloire. La guerre de 14-18 mêlera toutes ces thématiques.
- Le roman sentimental a de multiples origines : mélodrame, roman de l'erreur judiciaire, réalisme social… À partir de 1920, il entre dans son ère psychologique, illustrée d'abord par Delly et Max du Veuzit, puis par Guy des Cars. Après guerre, apparaît Barbara Cartland. Suit l'industrialisation du genre, avec des éditeurs de dimension planétaire, tel Harlequin (leader mondial).

## Sélection d'auteurs
Liste d'auteurs de roman populaire (période 1836-1918), présents dans l'anthologie de Michel Nathan.
- Jules Beaujoint (1830-1892)
- Adolphe Belot (1829-1890)
- Paul Bertnay (1846-1928)
- Jules Boulabert (1830-1887)
- Alexis Bouvier (1836-1892)
- Paul Bru (1858-1929)
- Paul d'Ivoi (1856-1915)
- Émile Driant (1855-1916)
- Jules Verne (1828-1905)
- Jean Bruno (1821-1899, Jean Vaucheret)
- Eugène Chavette (1827-1902)
- Adolphe d'Ennery (1811-1899)
- Pierre Decourcelle (1856-1926)
- Jean-Louis Dubut de Laforest (1853-1902)
- Marie Émery (1816-1889)[10]
- Paul Féval (1817-1887)
- Zénaïde Fleuriot (1829-1890)
- Hector France (1837-1908)
- Roger Des Fourniels (1851-1924)[11]
- Marie-Louise Gagneur (1832-1902)
- Benjamin Gastineau (1823-1904)[12]
- Étienne Gervais (Just Jean Étienne Roy)
- Jean Grange (1827-1892)
- Henri Kéroul (1857-1921)[13]
- Paul de Kock (1793-1871)
- Edmond Ladoucette (1894-1910)
- Pierre-Alexandre Bessot de Lamothe (Alexandre de Lamothe, 1824-1897)[14]
- Maurice Landay (1873-1931)
- Gaston Leroux (1868-1927)
- Daniel Lesueur, pseudonyme de Jeanne Loiseau (1854-1921)
- André de Lorde (1869-1942)
- Jules Mary (1851-1922)
- Arthur Matthey, pseudonyme

d'Arthur Arnould (1833-1895)
- Jean Mauclère (1887-1951)
- Charles Mérouvel (1832-1920)
- Louise Michel (1833-1905)
- Victorine Monniot (1825-1880)
- Xavier de Montépin (1829-1902)
- Eugène Morel (1869-1934)
- Michel Morphy (1863-1928)
- Raoul de Navery (1834-1885)
- Georges Ohnet (1848-1918)
- Stéphanie Ory, alias Jean-Just Roy
- François Oswald (?-1894)[15]
- Pierre Alexis de Ponson du Terrail (1829-1871)
- René de Pont-Jest (1830-1904)
- Félix Pyat (1810-1889)
- Émile Richebourg (1833-1898)
- Jean-Just Roy (1794-1871)
- Pierre de Sales (1854-1914)
- Alfred Sirven (1830-1904)
- Frédéric Soulié (1800-1847)
- Eugène Sue (1804-1857)
- Léo Taxil (1854-1907), alias Gabriel-Antoine Jogand-Pagès)
- Louis-Adolphe Turpin de Sansay (1832-1891)
- Paul Verdun (1861-1936), alias Gustave Marchand

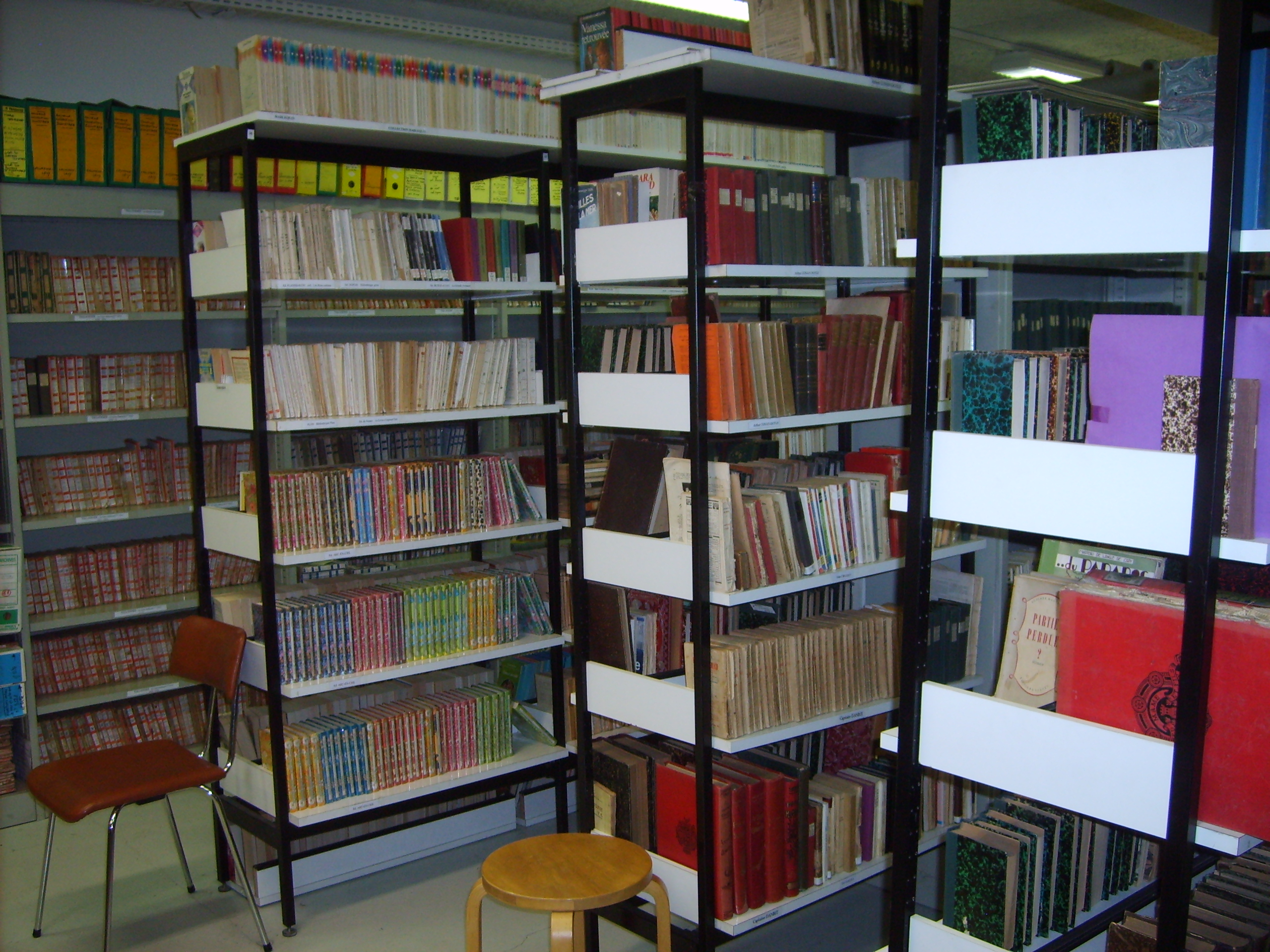
Rayonnages de la Bibliothèque européenne du roman populaire à Laxou.

- Charles De Vitis (1848-?)
- Pierre Zaccone (1817-1895)
- Michel Zévaco (1860-1918)

## Des expressions courantes
En français, de nombreux termes du langage courant sont empruntés à la littérature populaire, par exemple :
- Rocambole, le héros de Ponson du Terrail, a donné son patronyme à l'adjectif rocambolesque.
- En écrivant, La Cape et l'épée en 1875, Amédée Achard a généralisé une expression due à ce même Ponson du Terrail qui donne le nom générique d'un genre dont l'intrigue se déroule principalement entre les XVe et XVIIIe siècles.
- On s'énerve parfois de croiser un Zigomar, sans se douter qu'il s'agit d'un personnage de Léon Sazie.